# Andrea Cantelmo
Andrea Cantelmo (Pettorano sul Gizio, 2 augustus 1598 – Alcubierre, 5 november 1645) was een Napolitaanse commandant van Habsburgse legers tijdens de Dertigjarige Oorlog, de Mantuaanse Successieoorlog, de tweede fase van de Tachtigjarige Oorlog en de Frans-Spaanse Oorlog (1635-1659).

## Leven
Cantelmo, zoon van de hertog van Popoli en van Laura d'Evoli, werd geboren in Pettorano sul Gizio op 2 augustus 1598. In 1620 kreeg hij de leiding als kapitein over een compagnie arkebussiers die naar Valtellina werd gestuurd. Na Valtellina werd hij overgeplaatst naar het leger van keizer Ferdinand II als cavaleriebevelhebber en diende in Bohemen alvorens naar Italië terug te keren om deel te nemen aan het ontzet van Genua. Hij bleef in Italië om te dienen in de eerste fasen van de Mantuaanse Successieoorlog, waaronder het beleg van Casale.
In 1631 werd hij weer overgeplaatst, ditmaal naar het Leger van Vlaanderen om te dienen in het Rijnland en later in Picardië. Als artilleriegeneraal speelde hij een belangrijke rol in de Habsburgse overwinning van de Slag bij Kallo in 1638. Cantelmo was geïnteresseerd in geschiedenis en politiek en schreef over oorlogsvoering, maar zijn geschriften zijn niet bewaard gebleven. Hij correspondeerde met de humanist en historicus Erycius Puteanus.
In 1644 was hij in Spanje, waar hij werd benoemd als lid van de Raad van Oorlog. Hij kreeg de leiding over het leger van Catalonië als waarnemend kapitein-generaal, als vervanging voor Felipe de Silva.